# Leyla Bouzid
Leyla Bouzid (Túnez, 1 de junio de 1984) es una guionista y directora de cine tunecina. 

## Trayectoria
Nacida en Túnez en 1984, es hija del director Nouri Bouzid. Creció en la República Tunecina, y pasó su adolescencia en Túnez (ciudad). Después del bachillerato, se mudó a París para estudiar literatura en la Sorbona. Después de lograr su primer cortometraje, Bonjour (Sbah el khir el), completó sus estudios en La Fémis. 
Su cortometraje Twitching fue su película de graduación para La Fémis, rodada en Túnez. En 2012, se proyectó en un concurso en el Festival Internacional de Cortometrajes de Clermont-Ferrand, donde tuvo una buena acogida. También ganó el Gran Premio del Jurado de películas para estudiantes en el Festival Premiers Plans d'Angers. 
En 2013 produjo su primer cortometraje, Zakaria. En 2015, su película, À peine j'ouvre les yeux, fue seleccionada en varios festivales. Fue galardonada, incluyendo premios en el Festival de Cine de Venecia, el Festival de Cine de Cartago, el Festival Internacional de Jóvenes Cineastas de San Juan de Luz, el Festival Internacional de Cine Francófono de Namur, o en el Festival Internacional de Cine de Dubái.
En 2021 su largometraje Une histoire d’amour et de désir se estrenó en el festival de Cannes.

## Filmografía
- 2006: Bonjour (Sbah el khir), cortometraje como codirectora y coguionista;
- 2010: Un Ange passe, cortometraje como directora y coguionista (película de tercer año);
- 2010: Condamnation, cortometraje dirigido por Walid Mattar como coguionista;
- 2011: Soubresauts, cortometraje como directora y coguionista (película de fin de estudios);
- 2012: Offrande, cortometraje dirigido por Walid Mattar como coguionista;
- 2013: Zakaria, cortometraje como directora y coguionista;
- 2015: À peine j'ouvre les yeux, largometraje como directora y coguionista con Marie-Sophie Chambon.
- 2021: Une histoire d’amour et de désir, largometraje como directora y guionista[6]

## Premios y distinciones
Festival Internacional de Cine de Venecia
| Año  | Categoría                                       | Trabajo                  | Resultado |
| ---- | ----------------------------------------------- | ------------------------ | --------- |
| 2015 | Premio BNL elección del público                 | À peine j'ouvre les yeux | Ganadora  |
| 2015 | Premio Label Europa a la mejor película europea | À peine j'ouvre les yeux | Ganadora  |

Afrikaldia. Festival Vasco de Cines Africanos (AFK)
| Año  | Categoría                 | Trabajo                          | Resultado |
| ---- | ------------------------- | -------------------------------- | --------- |
| 2022 | Premio mejor banda sonora | Une histoire d’amour et de désir | Ganadora  |